# Catherine de Károlyi
Catherine de Károlyi (született: Pólya Katalin; Budapest, 1919. szeptember 1. – Párizs, 2006. október 30.) magyar származású francia divattervező.

## Életrajz
Református magyar nemesi családból származik, Pólya Tibor festőművész és Lange Szeréna egyetlen lánya. Apja 1937-ben meghalt, feleségét és gyermekeit kevés pénzzel hátrahagyva. Pólya Katalin azzal egészítette ki a család jövedelmét, hogy vázlatokat készített divatmagazinoknak és gróf Károlyi István színházi társulatának, amelyeket édesanyjától kapott orosz becenevével, Gogó  néven írt alá. 
1945. december 12-én Budapesten, a szovjet és román csapatok megszállta, kaotikus politikai helyzetű Magyarországon, feleségül ment Károlyi Istvánhoz, akitől egy fia született, Károlyi György 1946 novemberében. Károlyi István a nagy magyar nemesi család szülötte, akik közül sokan játszottak nagy szerepet  az ország történelmében. Károlyi István nagybátyja, Károlyi Mihály volt az első, rövid életű Magyar Köztársaság elnöke 1919-1920-ig, majd a II. világháborút követően Magyarország nagykövete Franciaországban.
A kommunista rezsim Magyarországon való fokozatos megteremtésével szembesülve Catherine de Károlyi és férje Franciaországba mentek, fiukat a nagymamára hagyva, majd hat hónap múlva őket is magukkal vitték.  
Katalin és Károlyi István útjai néhány évvel később különváltak, Károlyi István Marokkóba ment (1953 februárjában váltak el). Catherine de Károlyi először modellként, majd tervezőként dolgozott Robert Piguet-nek. Amikor 1951 júliusában bezárt a Piguiet ház, létrehozta saját műhelyét Catherine de Károlyi néven, és Jacques Fath, Christian Dior, ill. Pierre Balmain részére is dolgozott. Barátságot kötött Louise de Vilmorin-nal és később társával, André Malraux-val is. 
1954. január 12-én másodszorra is férjhez ment, Raymond Assayashoz, ismertebb nevén Jacques Rémy-hez Boullay-les-Troux-ban, Seine-et-Oise-ban (ma Essonne). Raymond Assayas forgatókönyvíró, 1910-ben született Konstantinápolyban. Ez a házasság tette lehetővé számára, hogy francia állampolgárságot szerezzen. A következő években a család két fiúval bővült, Olivier (filmrendező) 1955-ben, Michka (zenei újságíró, író) 1958-ban született. 
De a tervezői, illetve stylist karrierjének legjelentősebb része a Hermès-hez köthető, ahol 1967-ben hozta létre az első pret-a-porter divatkollekciót. Nagy gonddal alakította ki a kollekciókat, és ő találta ki a H hurokkal ellátott övet. 1979-ben ő tervezte az UTA cég hostesseinek ruháját, és 1980-ig részt vett a divatház ruházati és kiegészítőkollekcióinak (táskák, övek, gombok) létrehozásában az elegancia és a részletek jegyében. 
2006-ban, 87 éves korában halt meg.

## Bibliográfia
- Nathalie Mont-Servan (1969. mars). „Dans les boutiques des couturiers” (francia nyelven). Le Monde.  Nathalie Mont-Servan (1969. mars). „Dans les boutiques des couturiers” (francia nyelven). Le Monde.  Nathalie Mont-Servan (1969. mars). „Dans les boutiques des couturiers” (francia nyelven). Le Monde. .
- Rédaction LM (1979. mai). „Les Jacquards d'UTA” (francia nyelven). Le Monde. UTA.  Rédaction LM (1979. mai). „Les Jacquards d'UTA” (francia nyelven). Le Monde. UTA.  Rédaction LM (1979. mai). „Les Jacquards d'UTA” (francia nyelven). Le Monde. UTA. .
- (2006. novembre) „Décès de la styliste Catherine de Karolyi” (francia nyelven). Fashion mag. [2016. március 3-i dátummal az eredetiből archiválva]. Fashionmag. (Hozzáférés: 2019. április 23.)   (2006. novembre) „Décès de la styliste Catherine de Karolyi” (francia nyelven). Fashion mag. [2016. március 3-i dátummal az eredetiből archiválva]. Fashionmag. (Hozzáférés: 2019. április 23.)   (2006. novembre) „Décès de la styliste Catherine de Karolyi” (francia nyelven). Fashion mag. [2016. március 3-i dátummal az eredetiből archiválva]. Fashionmag. (Hozzáférés: 2019. április 23.) .
- (2006. novembre) „Stylist Catherine de Karolyi dies” (angol nyelven). Plus Model mag.   (2006. novembre) „Stylist Catherine de Karolyi dies” (angol nyelven). Plus Model mag.   (2006. novembre) „Stylist Catherine de Karolyi dies” (angol nyelven). Plus Model mag. .
- Michaël de Saint-Cheron, "Karolyi Catherine de (1919-2006)", a Malraux szótárban, a Nemzeti Kutatási Központban ,  2011  ( olvassa el online ) .
- Michka Assayas. Faute d'identité, éditions Grasset (francia nyelven) (2011).
- (2015. mars) „Catherine de Karolyi, de la Hongrie à Hermès” (francia nyelven). Le Parisien.   (2015. mars) „Catherine de Karolyi, de la Hongrie à Hermès” (francia nyelven). Le Parisien.   (2015. mars) „Catherine de Karolyi, de la Hongrie à Hermès” (francia nyelven). Le Parisien. .
- Virginie Bloch-Lainé (2015. mai). „Olivier Assayas, des origines cosmopolites, France Culture, entretien avec Virginie Bloch-Lainé”. France Culture.

## Fordítás
Ez a szócikk részben vagy egészben  a   Catherine de Károlyi című francia Wikipédia-szócikk ezen változatának fordításán alapul.  Az eredeti cikk szerkesztőit annak laptörténete sorolja fel. Ez a jelzés csupán a megfogalmazás eredetét és a szerzői jogokat jelzi, nem szolgál a cikkben szereplő információk forrásmegjelöléseként.